# トライアングル・オブ・パワー
トライアングル・オブ・パワー（Triangle Of Power）は、かつて全日本プロレスで活動したプロレスラーによるユニットである。TOP（トップ）の略称で呼ばれる事が多い。

## 経歴

### 第1次
1997年6月、スティーブ・ウィリアムスがジョニー・エースとのタッグを解消した後、ゲーリー・オブライト、ザ・ラクロス（後にウルフ・ホークフィールドに改称、現在はジム・スティール）と新たにユニットを結成。7月の日本武道館大会で発表され、この大会で小橋健太（現・建太）＆エースから世界タッグ王座を奪取した。
しかし、1998年5月、ウィリアムスがWWF(現・WWE)に移籍、ウルフはジョニー・スミスとのタッグがメイン活動になったため、TOPとしての活動は停止状態となる。

### 第2次
ウィリアムス離脱に伴う活動停止後、TOPはオブライトを中心に当時フリーランスとして参戦していた高山善廣、垣原賢人の元UWFインターナショナルトリオで再編成された（元UWFということでU-TOPの通称も付いた）。
1998年7月にオブライト＆高山組で川田利明＆田上明の世界タッグに挑戦するが、敗戦（ちなみにTOP結成以前にもこのコンビで挑戦した経験がある）。これが第2次TOPとしては唯一のタイトル戦であり、その後高山は大森隆男とチームを結成（後のノーフィアー）、垣原は三沢光晴率いるアンタッチャブルに加入した事でユニットは消滅した。

## 決めポーズ
自らの両手の人指し指と親指で三角形を形作り、上方へ掲げるポーズ。
他のメンバーと片手ずつを上げて、複数人でポーズをする場合もある。
なお、ユニット消滅後に全日本に再参戦したウィリアムスは、ウィリアムスの再参戦と前後して急死したオブライトを偲ぶ意味もあってTOPが消滅しているにもかかわらず「TOPポーズ」をよくやっていた。

## メンバー

### 第1次
- スティーブ・ウィリアムス
- ゲーリー・オブライト
- ザ・ラクロス（ウルフ・ホークフィールド）
- 高山善廣 - 準メンバー

### 第2次
- ゲーリー・オブライト
- 高山善廣
- 垣原賢人

## タイトル歴
全日本プロレス
- 世界タッグ王座 - スティーブ・ウィリアムス&ゲーリー・オブライト組